# Transport ferroviaire en Namibie
Plan
Le transport ferroviaire en Namibie dispose d'un réseau long 2 382 km qui est constitué essentiellement par une ligne, sur un axe Nord Sud, et ses annexes, qui lie la Namibie avec les réseaux de l'Afrique du Sud et de l'Angola. Historiquement, il a été créé par l'Allemagne, à l'époque de la colonisation, puis développé par l'Afrique du Sud, avant d'être géré, dans son intégralité, par TransNamib (en).

## Histoire
Le développement du réseau ferroviaire namibien est étroitement lié à son histoire coloniale et à sa croissance économique. En plus d'un siècle, le  chemin de fer est passé d'outil d'extraction minière dans une logique coloniale à moteur essentiel du commerce, de l'industrie et de la connectivité régionale.

### Époque coloniale allemande
L'histoire du réseau ferroviaire namibien a débuté pendant la période coloniale allemande (1884-1915). En 1895, la Damaraland Guano Company fut créée pour exploiter la ligne transportant le guano près de Cape Cross. En 1897, la première ligne de chemin de fer a été construite entre Swakopmund et Windhoek, sur une distance d'environ 382 km. Conçue pour faciliter le transport de marchandises et de troupes, cette ligne à voie étroite (600 mm) devait relier Swakopmund à l'intérieur du pays.La ligne reliant Lüderitz à Keetmanshoop fut quant à elle construite en 1905. Cette ligne visait à soutenir les opérations d'extraction de diamants dans le sud de la Namibie,.

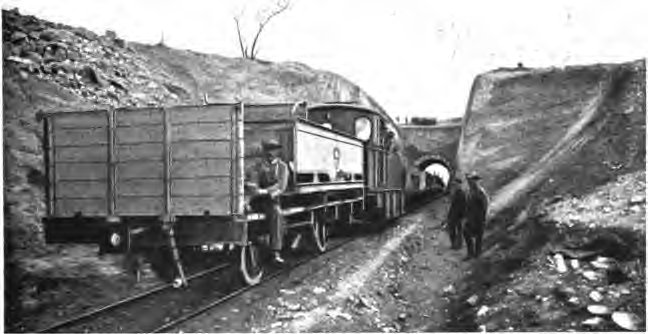
La ligne entre Windhoek et Keetmanshoop en 1916

Les Allemands ont ensuite étendu le réseau pour desservir le secteur minier, notamment dans le triangle d'Otavi. L'Otavibahn, achevée en 1906, reliait Swakopmund à Tsumeb via Otavi et se distinguait par son système à voie étroite. Cette ligne était essentielle à l'exportation de cuivre et d'autres minéraux vers l'Allemagne.

### Mandat sud-africain (1920-1971)
Après la Première Guerre mondiale, la Namibie passa sous administration sud-africaine, marquant un tournant dans le développement ferroviaire. Les autorités sud-africaines convertirent une grande partie du réseau ferroviaire allemand à voie étroite à l'écartement sud-africain, l'harmonisant ainsi avec le réseau ferroviaire plus vaste d'Afrique australe. Cette conversion améliora l'efficacité et permit une meilleure interopérabilité avec les réseaux ferroviaires des pays voisins.
Les Sud-Africains agrandirent également le réseau ferré, reliant Windhoek à Gobabis à l'est et étendant le réseau vers le sud pour le relier au réseau ferroviaire sud-africain. L'achèvement de la ligne Keetmanshoop-Upington établit une route commerciale essentielle entre la Namibie et l'Afrique du Sud, stimulant l'activité économique et l'intégration régionale.

### Après l’indépendance
Après l'indépendance de la Namibie en 1990, la société d'État TransNamib (créée en 1895 sous le nom de Damaraland Guano Company) prend le contrôle du réseau ferroviaire.
Si le réseau est resté un atout de transport essentiel, il a dû faire face à des défis, notamment une infrastructure vieillissante, un entretien insuffisant et une couverture limitée. Malgré ces obstacles, le gouvernement a privilégié les projets de réhabilitation et la connectivité régionale.
Un projet majeur a été le prolongement ferroviaire nord, reliant Tsumeb à Oshikango, à la frontière angolaise (encore en cours), qui vise à faciliter les échanges commerciaux entre la Namibie et l'Angola.
Les efforts de modernisation du réseau, notamment des projets comme le Trans-Kalahari Railway (en), visent à renforcer la position de la Namibie en tant que plateforme logistique en Afrique australe.

## Réseau actuel
Le réseau ferroviaire national de Namibie est au standard sud-africain de 1 067 mm.

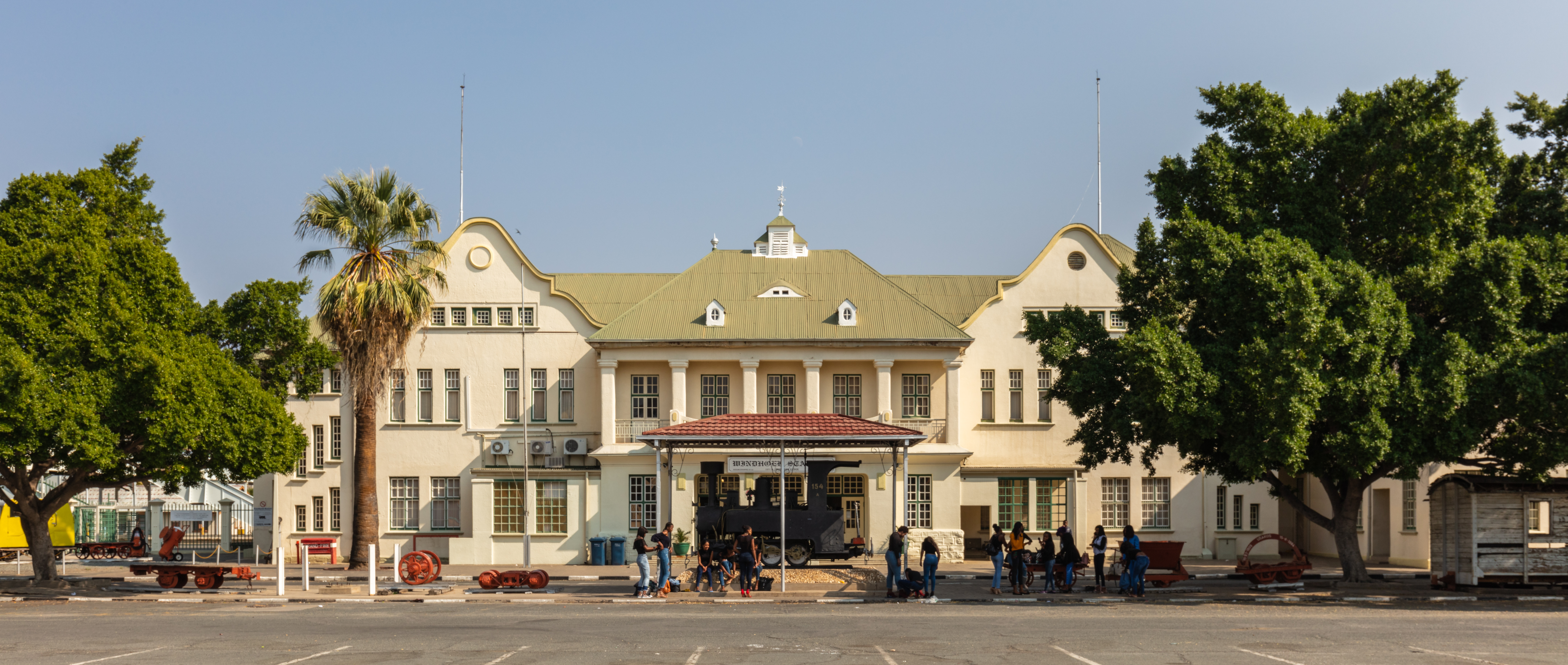
La gare ferroviaire de Windhoek

### Windhoek-Kranzberg
La ligne ferroviaire de Windhoek à Kranzberg (entre Karibib et Usakos) est longue de 210 kilomètres et fut achevée en 1902.
- Windhoek
- Okahandja
- Karibib
- Kranzberg - jonction avec la ligne Tsumeb-Windhoek.

### Kranzberg-Walvis Bay
La ligne ferroviaire reliant Kranzberg à Walvis Bay s'étend sur 201 kilomètres. Le tronçon entre Kranzberg et Swakopmund fut achevé en 1902. En 1914, une extension jusqu'à Walvis Bay fut mise en service ; les rails furent posés près des côtes de l'océan Atlantique. En 1980, cette extension fut remplacée par un tracé alternatif derrière les dunes, permettant une charge à l'essieu plus élevée.
- Kranzberg - jonction avec la ligne Tsumeb-Windhoek.
- Usakos
- Arandis - gare d'évitement
- Swakopmund
- Walvis Bay - port

### Kranzberg-Otavi
La ligne ferroviaire de Kranzberg à Otavi fait 328 kilomètres de long et fut achevée en 1906.
- Kranzberg - jonction avec la ligne Tsumeb-Windhoek.
- Omaruru
- Kalkfeld
- Otjiwarongo - jonction vers Outjo
- Otavi

### Otavi-Grootfontein
La ligne d'Otavi à Grootfontein est longue de 91 kilomètres  et fut achevée en 1908.
- Otavi
- Grootfontein

### Seeheim-Aus

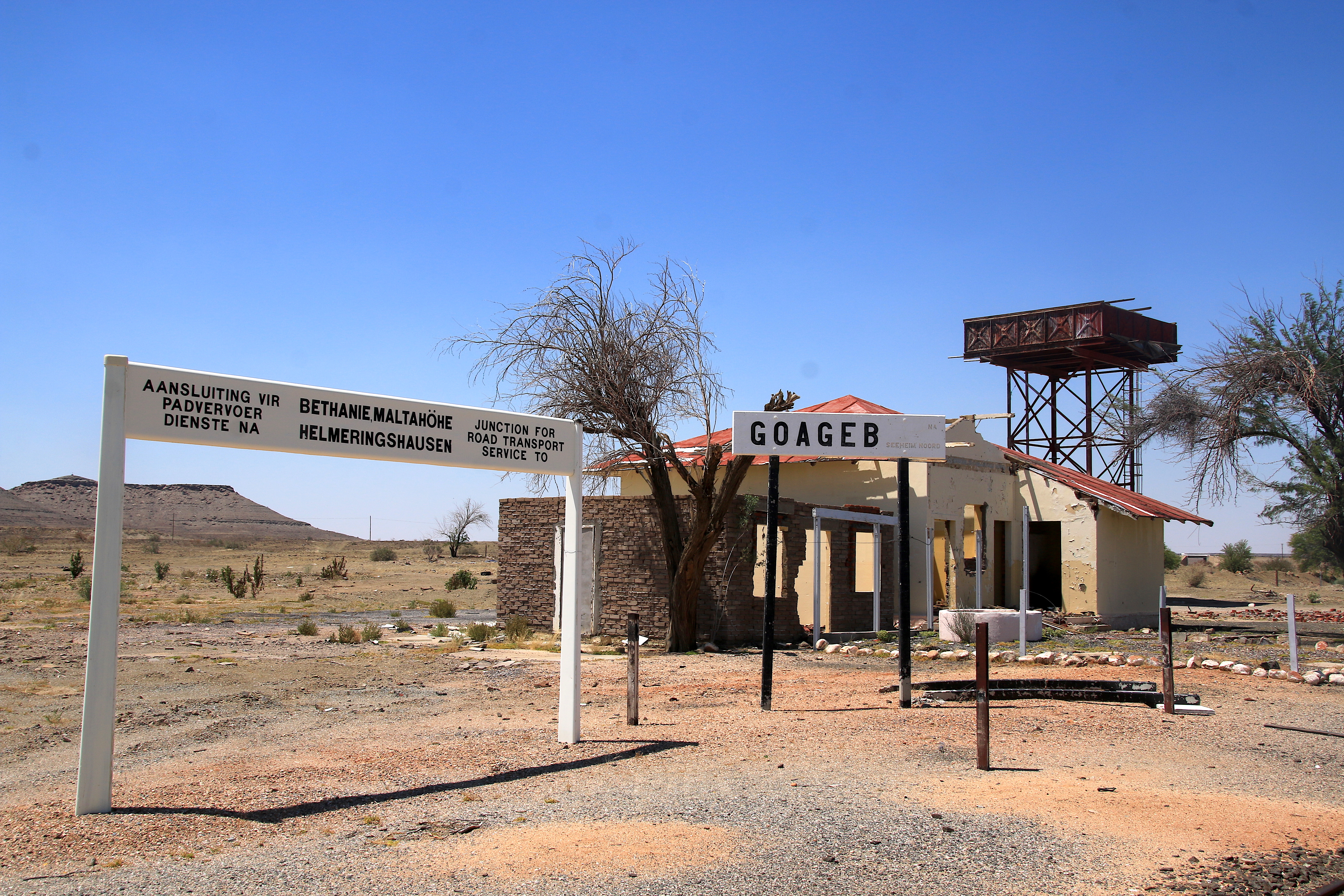
La gare de Goageb entre Keetmanshoop et Lüderitz

La ligne entre Seeheim et Lüderitz fait 318 kilomètres de long. La liaison entre Lüderitz et Aus a été achevée en 1906, et l'extension jusqu'à Seeheim a été achevée en 1908. Le service entre Aus et Lüderitz a été mis hors service en 1997, en raison du mauvais état des voies. La ligne vers Lüderitz a été réhabilitée dans les années 2010 et sa réouverture était prévue pour 2017. Des trains d'essai ont circulé vers Lüderitz en 2014 et vers le port de Lüderitz en 2018.

### Nakop-Windhoek

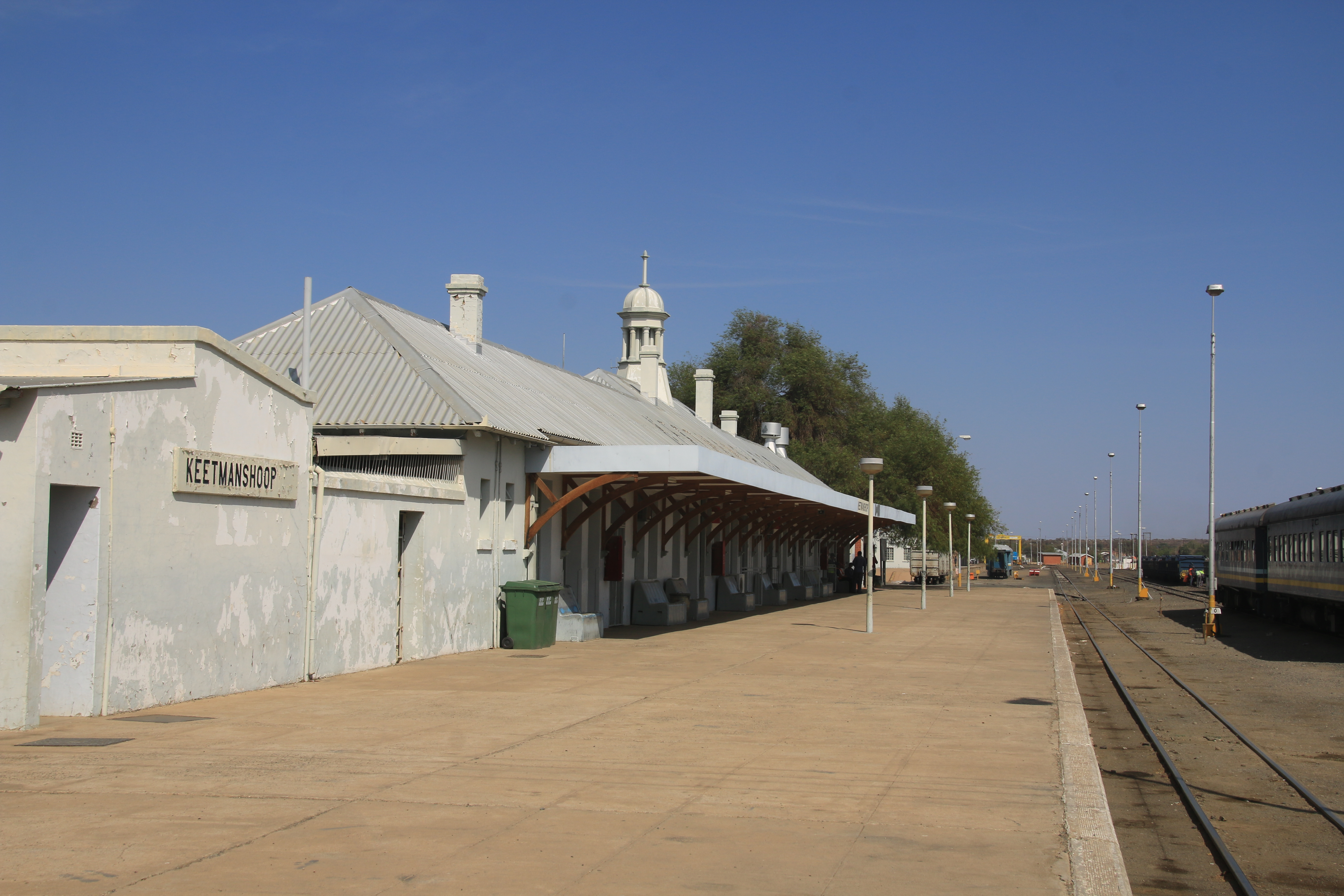
La gare de Keetmanshoop

La ligne ferroviaire reliant Nakop (frontière sud-africaine) à Windhoek s'étend sur 869 kilomètres. Le tronçon entre Karasburg et Keetmanshoop fut achevé en 1909. La liaison de 500 kilomètres entre Karasburg et Windhoek fut achevée en 1912, et le prolongement jusqu'à Upington (Afrique du Sud) fut construit en 1915.
- Upington
- Nakop (frontière)
- Grünau
- Karasburg
- Keetmanshoop
- Tses
- Rehoboth
- Windhoek

### Otjiwarongo-Outjo
La ligne ferroviaire reliant Otjiwarongo à Outjo s'étend sur 69 kilomètres. Les 26 premiers kilomètres furent achevés sous l'administration coloniale allemande en 1914-1915 ; la ligne fut baptisée « Amboland Railway » en référence au territoire du peuple Ovambo. La liaison avec Outjo fut achevée en 1921 sous l'autorité sud-africaine.
- Otjiwarongo
- Outjo - terminus

### Windhoek-Gobabis
La ligne de chemin de fer de Windhoek à Gobabis est longue de 228 kilomètres et a été achevée en 1930.
- Windhoek
- Neudamm
- Omitara
- Gobabis - terminus

### Otavi-Oshikango
En 2005, un tronçon de 89 km de la nouvelle ligne ferroviaire du Nord, reliant Tsumeb à Oshivelo, a été inauguré par le président Sam Nujoma, dans le cadre de l'« Extension Nord » de la liaison ferroviaire reliant Kranzberg à Otavi. La construction de la deuxième phase du projet, un tronçon de 59 km reliant Ondangwa à Oshikango, à la frontière angolaise, pour un coût d'environ 329 millions de dollars namibiens, devait être achevée en décembre 2007. La gare d'Ondangwa a été ouverte au fret en 2006.
Dans la phase 3, une branche de 58 km d'Ondangwa à Oshakati a été construite pour un coût estimé à 220 millions de dollars namibiens, pour être achevée en décembre 2008. À l'avenir, une connexion entre Oshikango et un point près de Cassinga est prévue sur le réseau ferroviaire du sud de l'Angola.
La ligne Ondangwa-Oshikango a été officiellement inaugurée par le président Hifikepunye Pohamba en juillet 2012.
- Otavi - jonction vers Grootfontein
- Tsumeb
- Ondangwa
- Ondjiva
- Namacunde
  - Oshakati
- Oshikango - poste frontière - terminus actuel